# Rottend Staal
Rottend Staal is oorspronkelijk de naam van een eigen-beheer uitgeverij, die het eigen werk van De Dichters uit Epibreren uitgaf. Sinds mei 1995 gaven zij de Rottend Staal Nieuwsbrief uit, een poëzieblad. Sinds 15 augustus 2000 was het blad online te lezen: Rottend Staal Online. Hoewel er werd gesuggereerd dat het om een dagblad ging, was de publicatie onregelmatig. Sinds 2012 wordt Rottend Staal Online definitief niet meer bijgewerkt.
Rottend Staal Online bracht nieuws van het poëziefront en er werden "regelmatig verse verzen van mobiele dichters die er toe doen, deden of toe zouden kunnen doen" gepubliceerd. De website bevatte op het hoogtepunt informatie over bijna 200 bekende en minder bekende dichters. Tevens werd in 2004 hier de verkiezing voor de Dichter des Vaderlands georganiseerd.
De vaste redactie bestond uit Bart FM Droog (hoofdredacteur), Tjitse Hofman en Jan Klug (webmaster). Dichters van wie werk te lezen is op Rottend Staal Online zijn onder anderen Mark Boog, Jules Deelder, Ingmar Heytze, Adriaan Jaeggi, Gerrit Komrij, Ramsey Nasr, Diana Ozon, Menno Wigman en Joost Zwagerman.